# 54
54（五十四、ごじゅうよん、ごじゅうし、いそよん、いそじあまりよつ）は、自然数、また整数において、53の次で55の前の数である。

## 性質
- 54 は合成数であり、約数は 1, 2, 3, 6, 9, 18, 27, 54 である。
  - 約数の和は120。
    - 自身を除く約数の和は66であり10番目の過剰数である。1つ前は48、次は56。
    - 約数の和が倍積完全数120となる最小の数である。次は56。
    - 約数の和が倍積完全数となる4番目の数である。1つ前は12、次は56。
- 542 + 1 = 2917 であり、n2 + 1 の形で素数を生む13番目の数である。1つ前は40、次は56。
- 1/54 = 0.0185… (下線部は循環節で長さは3)
  - 逆数が循環小数になる数で循環節が3になる3番目の数である。1つ前は37、次は74。(オンライン整数列大辞典の数列 A069105)
  - 六進法では 1/130 = 0.004 となり、十二進法では 1/46 = 0.028 となる。
- 九九では6の段で6 × 9 = 54 (ろっくごじゅうし)、9の段で9 × 6 = 54 (くろくごじゅうし)と2通りの表し方がある。
- 54 = 12 + 22 + 72 = 22 + 52 + 52 = 32 + 32 + 62
  - 3つの平方数の和3通りで表せる最小の数である。次は66。(オンライン整数列大辞典の数列 A025323)
  - 3つの平方数の和 n 通りで表せる最小の数である。1つ前の2通りは27、次の4通りは129。(オンライン整数列大辞典の数列 A025414)
  - 54 = 12 + 22 + 72
    - 異なる3つの平方数の和1通りで表せる15番目の数である。1つ前は53、次は56。(オンライン整数列大辞典の数列 A025339)
    - n = 2 のときの 1n + 2n + 7n の値とみたとき1つ前は10、次は352。(オンライン整数列大辞典の数列 A074503)
- 八進数では 54 = 8 × 6 + 6 = 66(8) と回文数になる13番目の数である。1つ前は45、次は63。(オンライン整数列大辞典の数列 A029803)
- 24番目のハーシャッド数である。1つ前は50、次は60。
  - 9を基としたとき6番目のハーシャッド数である。1つ前は45、次は63。
- 54 = 22 + 32 + 42 + 52
  - 4連続平方和で表せる数である。1つ前は30、次は86。
- 約数の和が54になる数は2個ある。(34, 53) 約数の和2個で表せる5番目の数である。1つ前は32、次は56。
- 54 = 2 × 33
  - n = 3 のときの 2nn の値とみたとき1つ前は8、次は512。(オンライン整数列大辞典の数列 A013499)
  - 2i × 3j (i ≧ 1, j ≧ 1) で表せる7番目の数である。1つ前は48、次は72。(オンライン整数列大辞典の数列 A033845)
  - n = 3 のときの 2n3 の値とみたとき1つ前は16、次は128。(オンライン整数列大辞典の数列 A033431)
  - n = 3 のときの 2 × 3n の値とみたとき1つ前は18、次は162。(オンライン整数列大辞典の数列 A008776)
  - 54 = 33 + 33
    - 2つの正の数の立方数の和で表せる6番目の数である。1つ前は35、次は65。(オンライン整数列大辞典の数列 A003325)
    - n = 3 のときの 3n + n3 の値とみたとき1つ前は17、次は145。(オンライン整数列大辞典の数列 A001585)

  - 54 = 6 × 32
    - n = 3 のときの 6n2 の値とみたとき1つ前は24、次は96。(オンライン整数列大辞典の数列 A033581)
- sin 54°= 1/2φ (ただしφは黄金数)(オンライン整数列大辞典の数列 A019863)

## その他 54 に関連すること
- ジョーカーを含めたトランプの最大枚数は54枚。
- パーラーシャーの数
- 原子番号 54 の元素はキセノン (Xe)。
- 年始から数えて54日目は2月23日。
- 第54代天皇は仁明天皇である。
- 日本の第54代内閣総理大臣は鳩山一郎である。
- 大相撲の第54代横綱は輪島大士である。
- 第54代ローマ教皇はフェリクス4世（在位：526年7月12日～530年9月22日）である。
- 源氏物語は全編が五十四帖より成っている。
- 易占の六十四卦で第54番目の卦は、雷沢帰妹。
- クルアーンにおける第54番目のスーラは月である。
- 3×3のルービックキューブの面は54個 (9×6=54) ある。
- 国鉄キハ54形気動車は、国鉄製造の一般型気動車である。
- その他の固有名詞・作品名など
  - 54 - デスクトップマスコットアプリ「伺か」の Ghost（キャラクタデータ）名。
  - スタジオ54（英語版） - アメリカ合衆国ニューヨーク市で1977年から1986年まで営業していたディスコ。
    - 54 フィフティ★フォー - 上記ディスコを題材にした、1998年公開のアメリカ映画。

  - 54字の物語 - 氏田雄介の小説。